# 미국의 재무장관
미합중국 재무장관(영어: United States Secretary of the Treasury)은 미국 재무부의 장관으로서 연방정부의 최고 재무 책임자이다. 대한민국의 기획재정부 장관에 해당된다.

## 역할·임명
재무장관은 경제 및 재정 정책과 관련된 모든 문제에 대해 미국 대통령의 수석 고문 역할을 한다. 또한, 대통령 내각의 일원이자 미국 국가안전보장회의의 일원이며, 미국 대통령 계승순위 5위에 해당하는 등 높은 위상을 가지고 있다. 미국 헌법의 임명 조항에 따라, 공직자는 미국 대통령이 지명하고, 상원 재무위원회의 인사 청문회를 거쳐 상원 전체 의원 과반수의 지지를 받아야 직에 오를 수 있다.
국무장관·국방장관·법무장관과 함께 미국에서 가장 중요한 4명의 내각 관리로 간주된다.

## 역대 재무장관
| 대 | 이름                   | 재임 기간        | 재임 기간        |
| -- | ---------------------- | ---------------- | ---------------- |
| 1  | 알렉산더 해밀턴        | 1789년 9월 11일  | 1795년 1월 31일  |
| 2  | 올리버 울콧 주니어     | 1795년 2월 3일   | 1800년 12월 31일 |
| 3  | 사뮤엘 덱스터          | 1801년 1월 1일   | 1801년 5월 13일  |
| 4  | 앨버트 갤러틴          | 1801년 5월 14일  | 1814년 2월 8일   |
| 5  | 조지 W. 캠벨           | 1814년 2월 9일   | 1814년 10월 5일  |
| 6  | 알렉산더 J. 댈러스     | 1814년 10월 6일  | 1816년 10월 21일 |
| 7  | 윌리엄 H. 크로퍼드     | 1816년 10월 22일 | 1825년 3월 6일   |
| 8  | 리차드 러시            | 1825년 3월 7일   | 1829년 3월 5일   |
| 9  | 사무엘 D. 잉햄         | 1829년 3월 6일   | 1831년 6월 20일  |
| 10 | 루이스 맥레인          | 1831년 8월 8일   | 1833년 5월 28일  |
| 11 | 윌리엄 J. 듀안         | 1833년 5월 29일  | 1833년 9월 22일  |
| 12 | 로저 토니              | 1833년 9월 23일  | 1834년 6월 25일  |
| 13 | 레비 우드버리          | 1834년 7월 1일   | 1841년 3월 3일   |
| 14 | 토마스 유잉            | 1841년 3월 5일   | 1843년 3월 1일   |
| 15 | 월터 포워드            | 1841년 9월 13일  | 1843년 3월 1일   |
| 16 | 존 캔필드 스펜서       | 1843년 3월 8일   | 1844년 5월 2일   |
| 17 | 조지 M. 비브           | 1844년 7월 4일   | 1845년 3월 7일   |
| 18 | 로버트 J. 워커         | 1845년 3월 8일   | 1849년 3월 5일   |
| 19 | 윌리엄 M. 메러디스     | 1849년 3월 8일   | 1850년 7월 22일  |
| 20 | 토마스 코윈            | 1850년 7월 23일  | 1853년 3월 6일   |
| 21 | 제임스 거스리          | 1853년 3월 7일   | 1857년 3월 6일   |
| 22 | 하웰 코브              | 1857년 3월 7일   | 1860년 12월 8일  |
| 23 | 필립 프랜시스 토마스   | 1860년 12월 12일 | 1861년 1월 14일  |
| 24 | 존 애덤스 딕스         | 1861년 1월 15일  | 1861년 3월 6일   |
| 25 | 새먼 P. 체이스         | 1861년 3월 7일   | 1864년 6월 30일  |
| 26 | 윌리엄 P. 페센덴       | 1864년 7월 5일   | 1865년 3월 3일   |
| 27 | 휴 맥컬로치            | 1865년 3월 9일   | 1869년 3월 3일   |
| 28 | 조지 S. 바우트웰       | 1869년 3월 12일  | 1873년 3월 16일  |
| 29 | 윌리엄 아담스 리차드슨 | 1873년 3월 17일  | 1874년 6월 3일   |
| 30 | 벤저민 브리스토        | 1874년 6월 4일   | 1876년 6월 20일  |
| 31 | 롯 M. 모릴             | 1876년 7월 7일   | 1877년 3월 9일   |
| 32 | 존 셔먼                | 1877년 3월 10일  | 1881년 3월 3일   |
| 33 | 윌리엄 윈덤            | 1881년 3월 8일   | 1881년 11월 13일 |
| 34 | 찰스 J. 폴거           | 1881년 11월 14일 | 1884년 9월 4일   |
| 35 | 월터 Q. 그레샴         | 1884년 9월 5일   | 1884년 10월 30일 |
| 36 | 휴 맥컬로치            | 1884년 10월 31일 | 1885년 3월 7일   |
| 37 | 다니엘 매닝            | 1885년 3월 8일   | 1887년 3월 31일  |
| 38 | 찰스 S. 페어차일드     | 1887년 4월 1일   | 1889년 3월 6일   |
| 39 | 윌리엄 윈덤            | 1889년 3월 7일   | 1891년 1월 29일  |
| 40 | 찰스 포스터            | 1891년 2월 25일  | 1893년 3월 6일   |
| 41 | 존 G. 칼라일           | 1893년 3월 7일   | 1897년 3월 5일   |
| 42 | 라이먼 J. 게이지       | 1897년 3월 6일   | 1902년 1월 31일  |
| 43 | L. M. 쇼               | 1902년 2월 1일   | 1907년 3월 3일   |
| 44 | 조지 B. 코텔류         | 1907년 3월 4일   | 1908년 3월 7일   |
| 45 | 프랭클린 맥비그        | 1909년 3월 8일   | 1913년 3월 5일   |
| 46 | 윌리엄 깁스 매커두     | 1913년 3월 6일   | 1918년 12월 15일 |
| 47 | 카터 글래스            | 1918년 12월 16일 | 1920년 2월 1일   |
| 48 | 데이비드 F. 휴스턴     | 1920년 2월 2일   | 1921년 3월 3일   |
| 49 | 앤드루 멜런            | 1921년 3월 4일   | 1932년 2월 12일  |
| 50 | 오그던 L. 밀스         | 1932년 2월 13일  | 1933년 3월 4일   |
| 51 | 윌리엄 H. 우딘         | 1933년 3월 5일   | 1933년 12월 31일 |
| 52 | 헨리 모겐소 주니어     | 1934년 1월 1일   | 1945년 7월 22일  |
| 53 | 프레드 빈슨            | 1945년 7월 23일  | 1946년 6월 23일  |
| 54 | 존 웨슬리 스나이더     | 1946년 6월 25일  | 1953년 1월 20일  |
| 55 | 조지 M. 험프리         | 1953년 1월 21일  | 1957년 7월 29일  |
| 56 | 로버트 B. 앤더슨       | 1957년 7월 29일  | 1961년 1월 20일  |
| 57 | C. 더글러스 딜런       | 1961년 1월 21일  | 1965년 4월 1일   |
| 58 | 헨리 H. 파울러         | 1965년 4월 1일   | 1968년 12월 20일 |
| 59 | 조셉 W. 바             | 1968년 12월 21일 | 1969년 1월 20일  |
| 60 | 데이비드 M. 케네디     | 1969년 1월 22일  | 1971년 2월 10일  |
| 61 | 존 코널리              | 1971년 2월 11일  | 1972년 6월 12일  |
| 62 | 조지 프랫 슐츠         | 1972년 6월 12일  | 1974년 5월 8일   |
| 63 | 윌리엄 E. 사이먼       | 1974년 5월 8일   | 1977년 1월 20일  |
| 64 | W. 마이클 블루멘탈     | 1977년 1월 23일  | 1979년 8월 4일   |
| 65 | G. 윌리엄 밀러         | 1979년 8월 7일   | 1881년 1월 20일  |
| 66 | 도날드 리건            | 1981년 1월 22일  | 1985년 2월 1일   |
| 67 | 제임스 베이커          | 1985년 2월 4일   | 1988년 8월 17일  |
| 68 | 니콜라스 F. 브래디     | 1988년 9월 15일  | 1993년 1월 17일  |
| 69 | 로이드 벤슨            | 1993년 1월 20일  | 1994년 12월 22일 |
| 70 | 로버트 루빈            | 1995년 1월 11일  | 1999년 7월 2일   |
| 71 | 로런스 서머스          | 1999년 7월 2일   | 2001년 1월 20일  |
| 72 | 폴 오닐                | 2001년 1월 20일  | 2002년 12월 31일 |
| 73 | 존 W. 스노             | 2003년 2월 3일   | 2006년 6월 29일  |
| 74 | 헨리 폴슨              | 2006년 7월 10일  | 2009년 1월 20일  |
| 75 | 티머시 가이트너        | 2009년 1월 26일  | 2013년 1월 25일  |
| 76 | 잭 루                  | 2013년 2월 28일  | 2017년 1월 20일  |
| 77 | 스티븐 므누신          | 2017년 2월 13일  | 2021년 1월 20일  |
| 78 | 재닛 옐런              | 2021년 1월 26일  | 2025년 1월 20일  |
| 79 | 스콧 베센트            | 2025년 1월 28일  | 현재             |

## 같이 보기
- 미합중국 대통령